# دندم
دِنْدِم هو جنس نمطي في فصيلة الفطريات Stereaceae ، في رتبة روسوليات. أنواعه عديدة منها طفيلية تعيش عىل النسج النباتية المجروجة ومنها رُميَّة تعيش على الأخشاب اليابسة والمقطوعة.